# Страстная неделя в славянской традиции
Страстна́я неде́ля — следующая после Вербной, седьмая последняя неделя Великого поста, продолжительностью шесть дней; она начинается в понедельник и завершается в субботу, предшествующую пасхальному воскресенью. Согласно религиозным канонам все дни недели богослужения погружают верующих в события последних дней жизни Христа.
В славянской традиции в течение всей недели шла подготовка к главному празднику: мыли столы, скамейки, лавки, окна, двери. Белили печь, а то и стены. Выскабливали, вымывали пол, вытряхивали половики, перемывали посуду. С четверга до субботы шло приготовление у печи и во дворе: хозяйки пекли пасхальные куличи, красили яйца, запекали мясо; мужчины ставили качели, заготавливали дрова на время праздника и другое. Селяне старались быть немногословными. Как и в течение всего поста, избегали громкого уличного пения, не было уличных игр и хороводов. По поверьям болгар, за соблюдением традиций следили самовилы. Согласно славянским поверьям, перед Пасхой или после неё предки возвращаются на землю, где пребывают в течение некоторого времени.

## Другие названия
рус. Красная неделя, Червоная, Страстная седмица, Святая неделя, Страшна́я неделя; укр. Білий тиждень, Чистий тиждень; полес. Русальна недзеля; словац. Kvetná nedeľa; чеш. Pašijový tyden.
У славян-католиков (хорватов, словенцев, чехов и словаков) Страстная суббота также называется bijela subota, biela sobota.

## Чистый, Страстной и Великий понедельники
Начинается неделя подготовки к встрече святого Воскресения. В этот день мыли и белили хаты, чистили скотину. Тот, кто в Чистый понедельник искренне постится (не ест и не пьёт целый день), будет, как говорили на Витебщине, успешно находить летом птичьи гнёзда. Гомельские полещуки избегали держать в доме в этот понедельник и вторник что-либо нечистое (из продуктов), чтобы на людей и говяду (скотину) не напала порча. Крестьяне говорили про этот день: «С великого понедельника до Великого Дня целая неделя, по горло бабам дела!».
На Херсонщине на «Жиловий понеділок» совершаются большие поминки по предкам — «Мертвецький Великдень».

## Чистый вторник
Во вторник последней недели великого поста в селениях Тульской губернии сбирают из закромов семена льняные и конопляные вместе, толкут их в ступке и потом с водою приготовляют из них соченое молоко. Все это делается утром, до рассвета. Таким молоком на рассвете поят всех домашних животных, в предосторожность от будущих болезней. Здесь главное условие: мужчины не должны знать сего дела, а иначе оно будет без пользы. По замечаниям старушек известно, если животное не пьёт сочёного молока, то в нём нельзя ожидать никакого прока; оно бывает тогда уже или больным, или очарованным[страница не указана 3255 дней].

## Страстная среда
В страстную среду обливают скотину снеговой водой.
В Белоруссии накануне Чистого четверга клали под крышу хлеб, соль и мыло. С тем хлебом на Юрия выгоняли скот из хлева, соль в дальнейшем использовали как средство от сглаза, а мылом назавтра до восхода солнца мылись в бане, чтобы быть чистыми (здоровыми) целый год. Если вынесенный хлеб за ночь замерзал, предполагали, что и яровые вымерзнут.

## Чистый четверг
Чистый четверг, в зависимости от региона, называли: Белый, Страстной (рус.), «Навський Великдень» (укр.), Деревесный четверг (белорус.), Жильник (белорус.)
До восхода солнца («пока воро́на своих детей не выкупала») вся семья должна искупаться, чтобы весь год не приставали болезни и недуги, а днём убирали воду, вывешивали сушить зимнюю одежду. Из воспоминаний воронежской крестьянки: «Чистый четверг — это купание. Вставали утром рано, до зари, до восхода солнца. Бабушка кипятила воду с чередой, будила меня рано, до восхода солнца, и начинала с мытья головы. Она мне голову вымыла — „Отче наш“ раз прочитала; она меня по пояс вымыла — „Отче наш“ второй раз прочитала; и третий раз она читает „Отче наш“, когда она мне вымыла ножки и всё, что ниже пояса. Трижды она читала „Отче наш“, заканчивала: „Пошли, Господи, здоровья мне и моему ребёнку“. Потом мылась сама. Вот эту воду она не выливала, она отдавала её козам пить. Козы пили её с удовольствием. Все мылись до восхода солнца. Чистый четверг не праздновали. Четверг, пятница, суббота почитались как строгие дни. Все были дома, в селе было тихо. Ночи были тёмные, жуткие». Купались, стирались, всё мыли-перемывали. Забивали поросёнка тоже до солнца, его сало считалось целебным.

«В Великий четверток порану солому палят и кличют мертвых».— Стоглав, 1863, 41 гл., вопр. 26
В некоторых местах в этот день возжигали новый, молодой, «живой огонь» взамен старого, изжившего себя и потерявшего силу. Для этого обычно приносили домой с вечернего богослужения горящую свечу, от которой зажигали лампады и огонь в печи. Иногда для добывания огня применялся весьма архаичный обряд — его вытирали женатые мужчины при помощи деревянных палки и плашки. Огню, добытому в Великий четверг, приписывалась большая магическая сила. Та же магическая, целительная и защитная сила приписывалась и испечённому в этот день хлебу, и особо приготовленной соли. Многие ритуалы Великого четверга были связаны с «магией первого дня» и нацелены на удачу в личной жизни, хорошие урожаи, благополучие скота, защиту дома и крестьянского двора от злых сил и т. д.
Четверговую соль готовили со среды на четверг или утром в Чистый четверг. Крупную смоченную соль смешивали с квасной гущей или мякишем ржаного хлеба, вымоченным в воде, завязывали в тряпочку или клали в старый берестяной лапоть, и ставили в печи на самый жар или закапывали в пепел, и плотно закрывали створку на три-четыре часа. Либо соль перекаливали на сковороде. После чего толкли в ступе, всё это время (и при прокаливании, и при истолчении) читая молитвы. Затем соль освящали в алтаре. Чёрный цвет соли — это искусственный цвет, в который поваренная соль окрашивается при запекании. «Четверговую соль» весь год хранили на божнице за иконами. Во время пасхальной трапезы «четверговой солью» солили освящённые яйца, которыми разговлялись после заутрени. Соль принимали внутрь при различных недугах, делали натирание её раствором. Заболевшей скотине давали посоленный ею хлеб либо разводили щепотку соли в поилке. Соль зашивали в ладанку и носили на груди рядом с нательным крестиком, брали с собой, когда отправляясь в дальнюю дорогу либо на войну. Щепотку соли, завёрнутую в узелок, клали за пазуху, когда в первый раз выгоняли скотину в стадо.
На Киевщине, Подолье и Левобережье «чистый четверг» — Навский Великдень (навь, др.рус. — покойник, потусторонний мир). По старым поверьям Бог трижды в год выпускает души умерших из «потустороннего мира»: первый раз в «чистый четверг», второй раз — когда цветёт жито (вероятно на Семик), и третий раз — на Спас. Сохранились мифологические рассказы о выходе мёртвых в Страстной четверг в севернорусских и русинских (у лемков) материалах[страница не указана 3255 дней][страница не указана 3255 дней].
На Украине и в Белоруссии считают, что на Навский Великдень покойники проводят своё богослужение и каются в грехах. В этот день они не боятся ни креста, ни молитвы, а как увидят живого человека, то стараются задушить. Для того, чтобы покойники не задушили, необходимо обливаться водой: «мертвецы боятся мокрого»[страница не указана 3255 дней] (также см. Поливальный понедельник).
На русско-белорусском пограничье, на востоке Белоруссии и на западно-русских территориях в Страстной четверг жгут большие общесельские костры.

## Страстная пятница
Страстная пятница (бел. Вялікая пятніца, Жильника; серб. Велики петак; пол. Wielki Piątek; чеш. Velký pátek; словац. Veľký piatok; хорв. Veliki petak) — самый скорбный день в церковном календаре: в пятницу перед Пасхой распяли Иисуса Христа.
Посеянный на Великую пятницу хлеб, как считали на Витебщине, не боится ни ветра, ни дождя, ни града. На Полесье же говорили, что если в Великую пятницу сеять горох — он очень хорошо уродит.
О пятнице на Страстной неделе говорили: «Кто сию пятницу постится, тот человек от неприятелей и разбойников сохранён будет»[страница не указана 3255 дней].
Чехи и словаки старались умыться или искупаться в речной воде до рассвета в Великую пятницу. Считалось, что это принесёт здоровье. Хозяйки несли к воде кухонную утварь и сельскохозяйственные орудия, купали и скот. Верили, что в этот день вода превращается в вино.

## Страстная суббота
Страстна́я суббота (рус. Красильная суббота, бел. Чырвоная субота, Вялікдзень валачобны, укр. Великодня субота, серб. Врбица; чеш. Bílá sobota; словац. Biela sobota; пол. Wielka Sobota) — канун Пасхи.
В Белоруссии накануне Пасхи жгли костры. На Великую субботу ещё в XX веке в некоторых деревнях Белоруссии сохранялся обряд: 12 девушек, одев белые рубашки, брали соху и с молитвою проводили ею борозду вокруг села — этим хотели как бы отгородиться от всего лихого на целый год.
На западе Полесья, в Польше, Словении запрет спать во время всенощной мотивировался угрозой неурожая: верили, что у хозяина, заснувшего/лежащего в пасхальную ночь, полягут рожь, пшеница и лен, поля зарастут сорняками и так далее. Чехи в Страстную субботу (чеш. Bílá sobota) воду святили и кропили ею дом, хозяйственные постройки и двор, чтобы предохранить своё имущество от злых сил.

## Угощенье водяного
В Никитин день (3 [16] апреля), а иногда на Страстной неделе, в некоторых местах рыбаки приносили в жертву водяному лошадь. Для угощения «дедушки» покупалась целой рыболовной артелью в складчину старая, отслужившая свои службы кляча, — покупалась «без торгу», за первую спрошенную цену. Трое суток откармливалась лошадь конопляным жмыхом и хлебом. Затем, в последний вечер намазывали ей голову солёным мёдом и украшали гриву мелкими красными ленточками. Перед самым «угощением» спутывали лошади ноги верёвками и вешали ей на шею жёрнов. В полночь лошадь вели к реке. Если лёд сошёл, то садились в лодки и тянули за собой лошадь на середину реки; если же лёд ещё не сошёл, прорубали прорубь и сталкивали в неё «подарок дедушке». После того, как лошадь утонула, старший среди рыбаков выливал в воду масло, приговаривая: «Вот тебе, дедушка, гостинец на новоселье. Люби да жалуй нашу семью!». Плохой приметой было, если лошадь долго не тонула — «речной воевода не жалует угощения».
Считалось, что водяной всю зиму лежит на речном дне и спит глубоким сном. К весне он — изрядно наголодавшийся за зимнюю спячку — просыпается, начинает ломать лёд и до смерти мучит рыбу: назло рыболовам. Вот потому-то они и стараются умилостивить угощением гневливого речного воеводу. После этого он делается покладистей-сговорчивее и сам начинает стеречь рыбу, переманивать «на княжеский хлеб» крупных рыб из других рек, спасает рыбаков на водах во время бурь и распутывает им невода[страница не указана 3255 дней].

## Поговорки и приметы
- Страшной понедельник на двор идёт, всю дорогу вербой метёт[11].
- С Великого понедельника до Великого дня целая неделя, по горло бабам дела![11]
- Если под страстную пятницу заряно, пшеница будет зернистая[36].
- Какова погода в чистый четверток, такова и в Вознесенье[37].
- В великий четверг мороз, так и под кустом овёс[37].
- Кто в четверг до восхода солнца умоется с серебра и с яйца, здоров и чист будет[35][страница не указана 3255 дней].